# Organisationsnummer
Organisationsnummer fungerar i Sverige som personnummer men avser en juridisk person, alltså en kommun, ett aktiebolag, handelsbolag, kommanditbolag, myndighet, ekonomisk förening, ideell förening, stiftelse, trossamfund och i vissa fall dödsbo.
Organisationsnummer infördes 1975 genom lagen (1974:174) om identitetsbeteckning för juridiska personer m.fl. Organisationsnummer används främst vid kontakt med Skatteverket, Bolagsverket och andra myndigheter, samt ligger till grund för EU:s momsregistreringsnummer för svenska företag. De måste också skrivas på kvitton och fakturor till kunder. I Finland finns FO-nummer (företags- och organisationsnumret) med motsvarande betydelse.
Liksom personnummer består organisationsnumret av tio siffror, varav den sista är en kontrollsiffra som kan beräknas ur de föregående nio. Till skillnad från personnummer är de första sex siffrorna i ett organisationsnummer inte ett datum. För att skilja på personnummer och organisationsnummer är alltid "månaden" (andra paret, som byggs upp av tredje och fjärde siffran) i ett organisationsnummer minst 20.

## Indelning

### Organisationsnummer
Den första siffran i organisationsnumret benämns "Gruppnummer" och anger vilken bolagsform eller annan juridisk form som den juridiska personen grupperas under. Nedanstående gruppnummer kan förekomma.
- 1 – Dödsbon
- 2 – Stat, regioner, kommuner, församlingar
- 3 – Utländska företag som bedriver näringsverksamhet eller äger fastigheter i Sverige
- 5 – Aktiebolag
- 7 – Ekonomiska föreningar, bostadsrättsföreningar och samfällighetsföreningar
- 8 – Ideella föreningar och stiftelser
- 9 – Handelsbolag och kommanditbolag

### Exempel på organisationsnummer
- Stockholms stad 212000-0142[5]
- Göteborgs stad 212000-1355[6]
- Spotify AB 556703-7485[7]

### Personnummer
För enskilda firmor är organisationsnumret samma som ägarens personnummer.

## 12-siffriga organisationsnummer
I en del IT-system används ett tolvsiffrigt organisationsnummer.
- för juridisk person: 16 + företagets tilldelade organisationsnummer (10 siffror)
- för fysisk person: sekelsiffror 18, 19 eller 20 + personnummer eller samordningsnummer (10 siffror).

Den sista siffran, kontrollsiffran, beräknas enligt Luhn-algoritmen baserat på det tiosiffriga numret.

## Tilldelning
Det är från Bolagsverket de flesta företag och föreningar får sitt organisationsnummer, men även Skatteverket och Lantmäteriet tilldelar organisationsnummer. Vidare tilldelas organisationsnummer av Inspektionen för arbetslöshetsförsäkringen, Statistiska centralbyrån, Länsstyrelsen och Kammarkollegiet. Skatteverket sköter registret över numren. För att få ett organisationsnummer måste man antingen bilda ett bolag eller annan organisation, enligt de regler som finns för respektive fall, varvid organisationsnummer normalt krävs och skapas i samband med godkänd ansökan. Ideella föreningar behöver inte organisationsnummer, såvida de inte har anställda eller av vissa andra skäl behöver det. Dödsbon får organisationsnummer av Skatteverket från och med året efter det år då dödsfallet inträffade om det fortfarande är oskiftat, det vill säga det finns tillgångar som inte delats upp mellan arvingarna. Dödsbon får organisationsnummer eftersom de är juridiska personer, inte fysiska personer. 

## Internationellt
I andra länder för myndigheterna motsvarande register med samma eller liknande syften. I Norge finns så kallade organisasjonsnummer, och i Schweiz kallas det Unternehmens-Identifikationsnummer. I Tyskland har man varken personnummer eller organisationsnummer, men det tyska skatteverket har Steuernummer (skattenummer) på alla personer och organisationer i landet. I Danmark kallas motsvarigheten till organisationsnummer för CVR-nummer. EU kräver att det finns Momsregistreringsnummer för alla organisationer som består av två bokstäver för land och ett nummer som oftast är organisationsnumret. 
Datatekniskt är det nödvändigt med en databasnyckel, ett nummer eller liknande som identifierar en klient, annars finns risk för blanda ihop klienter. Om personnummer eller organisationsnummer inte får användas, måste myndigheten eller företaget, till exempel för kundregister, ha ett eget nummer (t.ex. kundnummer) för detta ändamål.